# David Popovici
David Popovici (ur. 15 września 2004 w Bukareszcie) – rumuński pływak specjalizujący się w stylu dowolnym, mistrz olimpijski (2024), dwukrotny mistrz świata i Europy.

## Kariera
W lipcu 2021 roku na mistrzostwach Europy juniorów w Rzymie Popovici zwyciężył na dystansie 100 m stylem dowolnym, ustanawiając nowy rekord świata juniorów (47,30). Wygrał także w konkurencjach 50 i 200 m stylem dowolnym oraz zdobył srebrny medal w sztafecie 4 × 100 m stylem dowolnym.
Dwa tygodnie później podczas igrzysk olimpijskich w Tokio zajął czwarte miejsce na dystansie 200 m stylem dowolnym, gdzie uzyskał czas 1:44,68. W konkurencji 100 m stylem dowolnym był siódmy (48,04). Startował w barwach Rumunii na Letnich Igrzyskach Olimpijskich 2024 w Paryżu, gdzie zdobył złoty medal w rywalizacji na 200 m stylem dowolnym.
Na mistrzostwach świata w Budapeszcie w 2022 roku na dystansie 200 m stylem dowolnym zdobył złoty medal i czasem 1:43,21 poprawił własny rekord świata juniorów, który ustanowił dzień wcześniej. Czwartego dnia mistrzostw w półfinale 100 m stylem dowolnym pobił kolejny juniorski rekord globu (47,13), a w finale wywalczył złoto, uzyskawszy czas 47,58.
Podczas mistrzostw Europy w Rzymie w półfinale 100 m stylem dowolnym pobił rekord Europy (46,98), a w finale tej konkurencji zdobył złoty medal, ustanawiając nowy rekord świata (46,86). Na dwukrotnie dłuższym dystansie zwyciężył z czasem 1:42,97.
W 2024 roku na igrzyskach olimpijskich w Paryżu zwyciężył w konkurencji 200 m stylem dowolnym, uzyskując czas 1:44,72.